# Rosen in Tirol
Rosen in Tirol ist eine musikalische Filmkomödie aus dem Jahr 1940. Regie führte Géza von Bolváry.

## Handlung
Die Fürstin Rosemarie von Lichtenberg hofft, während einer Reise ihres Gemahls einen kurzen Ausflug in ihre Heimat Tirol zu unternehmen. Sie findet in Haller Quartier, wo über die Tage ein traditionelles Fest stattfinden soll. Bei diesen Feierlichkeiten jedoch erfährt sie, dass ihr Gemahl sich des Öfteren während seiner Reisen mit Frauen vergnügt und zu diesem Zweck auch nach Haller kommen will. Deshalb beschließt sie, ihn in seinem Jagdschloss zu überraschen. Da der Fürst aber kurzfristig nach Innsbruck weiterreist, erscheint dort als von seinem Onkel, Baron Weps, engagierter Ersatz Graf Herbert von Waldendorf, der sich schnell in die ihm nicht bekannte Fürstin verliebt.
Inzwischen ist der Fürst in Innsbruck eingetroffen, wo er die Tänzerin Lisa kennenlernt, die sich bei seiner Abreise in seinem Wagen versteckt. Als der Fürst wieder daheim ankommt, hat sich seine Frau auch wieder nach Hause begeben. Dort entdeckt Hofdiener Wiesl im Wagen die schlafende Lisa im Glauben, sie wäre eine uneheliche Tochter des Fürsten, wie ihm dessen Adjutant Leberle, um den Fürsten keinen unangenehmen Skandal zu machen, versichert hat. Nachdem Lisa aufgewacht ist, erzählt ihm Wiesl von ihrer angeblichen Verwandtschaft mit dem Fürsten, worauf sie ihm glaubt, da ihr ihr leiblicher Vater unbekannt ist. Daraufhin fällt sie dem Fürsten in aller Öffentlichkeit während einer Geburtstagsfeier der Fürstin in die Arme, weshalb die Fürstin ihren Mann verlässt und mit von Waldendorf auf das Land zieht.

## Kritik
„Mit leichter Hand inszenierte musikalische Komödie.“

## Hintergrund
Rosen in Tirol gilt als Adaption der Operette Der Vogelhändler (Carl Zeller), doch die Handlung wurde grundlegend geändert. Bis auf das Lied Rosen in Tirol, das im Film von Johannes Heesters gesungen wird, sind in der Verfilmung nur manche Namen aus der Operette erhalten geblieben. Die männliche Hauptperson wurde mit dem populären Niederländer Johannes Heesters besetzt, für den die Rolle des Grafen von Waldendorf erfunden wurde. Die Titelrolle des Vogelhändlers, die Hans Holt übernahm, kam trotzdem zu Werbezwecken als Nebenrolle vor. Die Dreharbeiten fanden vom 17. Juni 1940 bis September 1940 in Prag und Zell am See statt, die Uraufführung erfolgte am 5. Dezember 1940 im Berliner Gloria-Palast.
Das von Franz Grothe komponierte Filmlied „Hoch drob’n auf dem Berg“ (gesungen von Hans Holt etc.) erlangte in den nachfolgenden Jahren bis heute Volksliedcharakter.